# Joë Caligula, du suif chez les dabes
Joë Caligula, du suif chez les dabes (Joë Calígula, sebo para los viejos), o simplemente Joe Caligula, es una película policial francesa de 1969 (aunque rodada en 1966) dirigida por José Bénazéraf.

## Argumento
Joe Silverstein, alias Joe Caligula, es un matón de la mafia de poca monta oriundo del mediodía francés que, como su tocayo histórico, está enamorado de su hermana. Él va a París con ella y toda la pandilla que él lidera, con la intención deliberada de hacerse un nombre en el mundo criminal parisino. La guerra de bandas, entre viejos barones que respetan los códigos y jóvenes nihilistas, será despiadada.

## Reparto
- Gérard Blain: Joe Calígula.
- Jeanne Valérie: Brigitte, hermana de Joe.
- Ginette Leclerc: Ariane.
- Maria Vincent: Léa.
- Junie Astor: Novia de un gánster.
- Kim: Paul
- Jean-Jacques Daubin: Alexandre.
- Pierre Senor: Jean.
- Marcel Gassouk: Antoine.

## Lanzamiento
Joë Caligula fue filmada en su totalidad en 1966, pero inicialmente no logró obtener un visado de exhibición, lo que impidió su estreno. La Comisión de Clasificación de Obras Cinematográficas, en nota del 22 de junio de 1966, «recomienda prohibición total por el siguiente motivo: el autor ha acumulado cuidadosamente, sin ninguna justificación artística o intelectual, escenas de violencia, tortura y erotismo. El resultado es una película totalmente inmoral, que sólo ilustra crímenes y sentimientos perversos y que no puede pretender, a cambio, ningún aspecto positivo, en ningún nivel». La película se estrenó finalmente el 8 de enero de 1969, con ciertas escenas eliminadas.